# Sistema de taller

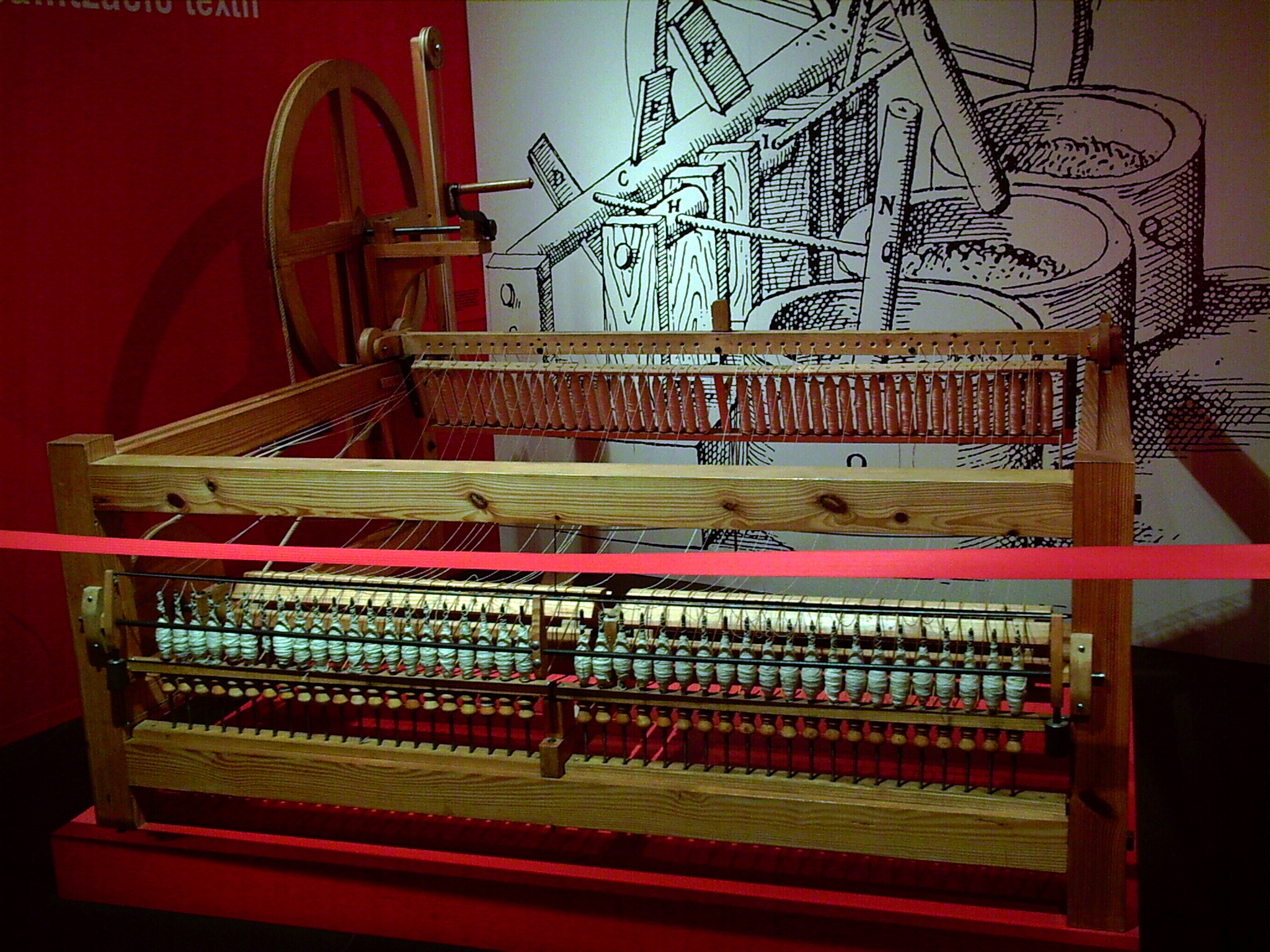
Filadora bergadana

El sistema de taller (en anglès, Putting-out system) és un mètode de producció que es va desenvolupar a moltes regions europees a mitjan segle xviii. Es concreta en la subcontractació del treball a través d'un agent, perquè completin els treballs a les seves pròpies instal·lacions, en general la seva pròpia casa.S'utilitzà en la indústria tèxtil anglesa, en les petites explotacions, i de bloqueig de rutes al segle xix. Va ser substituït per la contractació dins del sistema de fàbrica. Tots els processos es van dur a terme en diferents sostres artesanals.

## La indústria domèstica o dispersa
Els pagesos més pobres combinaven les tasques agrícoles amb la producció de manufacures, bàsicament tèxtils, que duien a terme per compte de mercaders intermediaris. Aquests mercaders encarregaven la part de la filatura i el tissatge de baixa qualitat a les famílies pageses, amb la finalitat d'evitar el control gremial de les ciutats i pagar salaris més baixos. Els filats resultants es teixien, tenyien i retocaven en tallers casolans urbans i finalment el mercader venia el producte final als mercats regionals. La producció dispersa o domèstica no requeria grans inversions, ja que la transformació es feia a casa del pagès amb maquinària simple i barata.

## Importància
La indústria dispersa va estimular la producció agrícola i el desenvolupament dels mercats locals. Els pagesos i menestrals s'autoabastien en aquests mercats dels productes necessaris per la seva subsistència, desenvolupant els mercats regionals i com a conseqüència cohesionant el mercat nacional. Junt a aquesta cohesió dels mercats nacionals els comerciants van expandir els seus intercanvis a nivell internacional, vertebrant el comerç triangular que consistia en l'intercanvi comercial entre tres continents: Europa, Àfrica i Amèrica. D'aquesta manera es va acumular un important capital comercial que va permetre iniciar la industrialització.

## A Catalunya
A Catalunya hi havia una llarga tradició de les manufactures disperses dedicades a la producció de béns de consum, entre els quals hi havia la indústria dedicada a la confecció de teixits, concentrada en unes àrees rurals molt concretes del Pirineu, Prepirineu i Prelitoral (comarca del Vallès i voltants de Montserrat). Eren localitzacions amb agricultura pobra o d'escàs rendiment, fet que va facilitar l'expansió de la manufactura com a complement dels rendiments dels pagesos. Aquesta indústria es va portar a terme a les masies i una de les primeres màquines filadores autòctones va ser la bergadana. El desenvolupament d'aquesta indústria es troba en la base de la Revolució Industrial de Catalunya, ja que va cohesionar primer els mercats regionals i amb el seu desenvolupament el mercat nacional, fenomen que va permetre que comerciants catalans s'introduïssin en el comerç triangular, sobretot amb les Indianes (teixits de cotó estampats), rom i fruita seca.